# Thurman Barker
Thurman Barker (nacido el 8 de enero de 1948, Chicago, Illinois, Estados Unidos)  es un baterista de jazz estadounidense.
La primera experiencia profesional de Barker fue a los dieciséis años con Mighty Joe Young.  Barker obtuvo su licenciatura en el Empire State College,  luego estudió en el Conservatorio Americano de Música con Harold Jones  y en la Universidad Roosevelt.  Luego trabajó como acompañante de Billy Eckstine, Bette Midler y Marvin Gaye.  Fue percusionista del Teatro Shubert de Chicago durante diez años.  En 1968, se unió al primer conjunto de Joseph Jarman y poco después se convirtió en miembro de la AACM en sus inicios.  Además de Jarman, tocó a finales de los años 1960 y 1970 con Muhal Richard Abrams, Pheeroan akLaff, Anthony Braxton, Billy Bang, Henry Threadgill y Kalaparusha Maurice McIntyre.  Grabó y realizó giras nuevamente con Braxton en 1978-80 y con Sam Rivers en 1979-80.  En 1985 tocó en un trío con Jarman y Rivers, y en 1987 tocó la marimba con Cecil Taylor. 
En la década de 1990, Barker se concentró más en la composición. Su obra de 1994, Dialogue, se estrenó en el Merkin Concert Hall de la ciudad de Nueva York,  y compuso Expansions (1999) para la Orquesta de Cámara de Woodstock.  Desde 1993 imparte clases en el Bard College, donde actualmente es profesor de Música.  En 1999, fue profesor invitado en la Universidad Smolny de San Petersburgo, Rusia. 

## Discografía

### Como líder
- The Way I Hear It (Uptee, 1999)
- Voyage (Uptee, 1999)
- Time factor (Uptee, 2001)
- Strike Force (Uptee, 2004)
- Rediscovered (Uptee, 2009)

### Como acompañante
Con Muhal Richard Abrams
- Levels and Degrees of Light (Delmark, 1967)
- Young at Heart/Wise in Time (Delmark, 1969)

Con Billy Bang
- The Fire from Within (Soul Note, 1984)
- Live at Carlos 1 (Soul Note, 1986)

Con Anthony Braxton
- Seven Compositions 1978 (Moers Music, 1979)
- Creative Orchestra (Köln) 1978 (hatART, 1978, released 1995)
- Performance (Quartet) 1979 (hatART)

Con Joseph Jarman
- Song For (Delmark, 1966)
- As If It Were the Seasons (Delmark, 1968)

Con Sam Rivers
- Waves (Tomato, 1978)
- Contrasts (ECM, 1979)
- Braids (NoBusiness, 1979 [2020])

Con Cecil Taylor
- Live In Bologna (Leo, 1978)
- Live In Vienna (Leo, 1978)
- Olu Iwa (Soul Note, 1986)

Otras apariciones :
- Pheeroan akLaff: Fits Like A Glove (Gramavision, 19839
- Art Ensemble Of Chicago: Art Ensemble 1967-68 (Nessa)
- Jerome Cooper: Outer and Interactions (About Time, 1988)
- Leroy Jenkins : Themes &amp; Improvisations on the Blues (CRI, 1992)
- John Lindberg: Dimension 5 (Black Saint, 1981)
- Maurice McIntyre: Humility in the Light of the Creator (Delmark, 1969)
- Roscoe Mitchell: Roscoe Mitchell (Chief, 1978)
- Butch Morris: Testament - A Conduction Collection (New World, 1988–95)
- Amina Claudine Myers: The Circle of Time (Black Saint, 1983)
- Wadada Leo Smith: Human Rights (Kabell, 1986)